# Married to the Mob
Married to the Mob (br: De caso com a máfia / pt: Viúva... mas não muito) é um filme estadunidense de 1988, do gênero comédia, dirigido por Jonathan
Michelle Pfeiffer é Angela DeMarco casada com um mafioso, que é assassinado por rivais. Angela quer aproveitar a ocasião para se libertar das teias da organização, mas o "padrinho" (uma irresistível criação de Dean Stockwell) não está de acordo e tem planos pessoais para ela.

## Elenco
- Alec Baldwin .... 'Cucumber' Frank de Marco
- Michelle Pfeiffer .... Angela de Marco
- Matthew Modine .... Mike Downey
- Dean Stockwell .... Tony 'The Tiger' Russo
- Joan Cusack .... Rose
- Mercedes Ruehl .... Connie Russo
- Oliver Platt .... Ed Benitez
- Nancy Travis .... Karen Lutnick

## Principais prêmios e indicações
Oscar 1989 (EUA)
- Indicado na categoria de melhor ator coadjuvante (Dean Stockwell)

Globo de Ouro 1989 (EUA)
- indicado na categoria de melhor atuação de uma atriz em cinema - comédia / musical (Michelle Pfeiffer)

Prêmio NYFCC 1988 (New York Film Critics Circle Awards, EUA)
- Venceu na categoria de melhor ator coadjuvante (Dean Stockwell).